# Reazione di Rosenmund-von Braun
La reazione di Rosenmund-von Braun è una reazione organica in cui un alogenuro arilico reagisce con il cianuro di rame(I) per formare un nitrile arilico.
La reazione prende il nome da Karl Wilhelm Rosenmund che insieme al suo studente di dottorato Erich Struck scoprì nel 1914 che gli alogenuri arilici reagiscono a 200 °C in soluzione acquosa alcolica contenente KCN e quantità catalitiche di CuCN. La reazione produce l'acido carbossilico e non il nitrile, ma Rosenmund speculò che il nitrile si formasse come specie intermedia. Indipendentemente, Alfred Pongratz e Julius von Braun migliorarono la reazione modificandone le condizioni con una temperatura più elevata ed eliminando il solvente. Ulteriori miglioramenti furono apportati in seguito, anche utilizzando liquidi ionici come solventi.

## Meccanismo
Un possibile meccanismo - qui illustrato con l'esempio del bromobenzene - prevede la formazione di una specie di Cu(III). È un meccanismo di addizione-eliminazione a due stadi come spesso succede nelle reazioni di sostituzione nucleofila aromatica. Nel primo stadio si ha l'addizione ossidativa del bromobenzene (1) al CuCN, che costituisce la specie di Cu(I) cataliticamente attiva. L'intermedio di Cu(III) risultante (2) reagisce quindi per eliminazione riduttiva formando benzonitrile (3) e CuBr.